# Lokalbahn Arad–Podgoria
| Kursbuchstrecke (CFR): | keine ex 217 / 218 / 219 / 220 exex 57 / 57 bis / 58 |                                                  |                                                  |
| Spurweite: | 1000 mm (Meterspur)                                  |                                                  |                                                  |
| Stromsystem: | 1500 Volt =                                          |                                                  |                                                  |
| Maximale Neigung: | 32 ‰                                                 |                                                  |                                                  |
| Minimaler Radius: | 50 m                                                 |                                                  |                                                  |
| Zweigleisigkeit: | Piața Podgoria–DN 7                                  |                                                  |                                                  |
| |                                                      |                                                  |                                                  |
| \| \| \| Verknüpfung mit der Straßenbahn Arad (seit 1978) \| \| \| \| \| Piața Podgoria (bis 1978 Arad Podgoria) \| \| \| \| \| Uzina Electrică (seit 1978) \| \| \| \| \| Straßenbahn Richtung Billa (seit 1987) \| \| \| \| \| Bahnstrecke Arad–Timișoara \| \| \| \| \| Maximilian (seit 1978) \| \| \| \| \| Miorita (seit 1978) \| \| \| \| \| Păsunii (seit 1978) \| \| \| \| \| Renasterii (seit 1978) \| \| \| \| \| Vama Micălaca (bis 1978 Micălaca) \| \| \| \| \| \| \| \| \| \| Güterumgehungsbahn \| \| \| \| \| Vladimirescu Moara (ehemals Glogovăț) \| \| \| \| \| Vladimirescu II (seit 1978) \| \| \| \| \| DN 7 (seit 1978) \| \| \| \| \| Mândruloc \| \| \| \| \| Cicir \| \| \| \| \| Sâmbăteni \| \| \| \| \| Bahnstrecke Arad–Alba Iulia \| \| \| \| \| Ghioroc (ehemals Ghioroc Piață) \| \| \| \| \| Miniș \| \| \| \| \| Păuliș \| \| \| \| \| Barațca \| \| \| \| \| Cladova \| \| \| \| \| Radna Gară \| \| \| \| \| Cuvin \| \| \| \| \| Covăsinț \| \| \| \| \| Poala Muntelui \| \| \| \| \| Șiria \| \| \| \| \| Galșa \| \| \| \| \| Mâsca \| \| \| \| \| Pâncota (früher Pâncota Gară) \| \| \| \| \| Pâncota Oraș (früher Pâncota Comună) \| \| |                                                      |                                                  |                                                  |
| U-Bahn-Abzweig quer, von links und von rechts |                                                      | Verknüpfung mit der Straßenbahn Arad (seit 1978) | Verknüpfung mit der Straßenbahn Arad (seit 1978) |
| U-Bahn-Haltepunkt / Haltestelle |                                                      | Piața Podgoria (bis 1978 Arad Podgoria)          | Piața Podgoria (bis 1978 Arad Podgoria)          |
| U-Bahn-Haltepunkt / Haltestelle |                                                      | Uzina Electrică (seit 1978)                      | Uzina Electrică (seit 1978)                      |
| U-Bahn-Abzweig geradeaus und nach rechts |                                                      | Straßenbahn Richtung Billa (seit 1987)           | Straßenbahn Richtung Billa (seit 1987)           |
| U-Bahn-Kreuzung mit Eisenbahn geradeaus oben |                                                      | Bahnstrecke Arad–Timișoara                       | Bahnstrecke Arad–Timișoara                       |
| U-Bahn-Haltepunkt / Haltestelle |                                                      | Maximilian (seit 1978)                           | Maximilian (seit 1978)                           |
| U-Bahn-Haltepunkt / Haltestelle |                                                      | Miorita (seit 1978)                              | Miorita (seit 1978)                              |
| U-Bahn-Haltepunkt / Haltestelle |                                                      | Păsunii (seit 1978)                              | Păsunii (seit 1978)                              |
| |                                                      | Renasterii (seit 1978)                           |                                                  |
| U-Bahn-Haltepunkt / Haltestelle |                                                      | Vama Micălaca (bis 1978 Micălaca)                | Vama Micălaca (bis 1978 Micălaca)                |
| |                                                      |                                                  |                                                  |
| U-Bahn-Kreuzung mit Eisenbahn |                                                      | Güterumgehungsbahn                               | Güterumgehungsbahn                               |
| U-Bahn-Haltepunkt / Haltestelle |                                                      | Vladimirescu Moara (ehemals Glogovăț)            | Vladimirescu Moara (ehemals Glogovăț)            |
| U-Bahn-Haltepunkt / Haltestelle |                                                      | Vladimirescu II (seit 1978)                      | Vladimirescu II (seit 1978)                      |
| |                                                      | DN 7 (seit 1978)                                 |                                                  |
| U-Bahn-Haltepunkt / Haltestelle |                                                      | Mândruloc                                        | Mândruloc                                        |
| U-Bahn-Haltepunkt / Haltestelle |                                                      | Cicir                                            | Cicir                                            |
| U-Bahn-Haltepunkt / Haltestelle |                                                      | Sâmbăteni                                        | Sâmbăteni                                        |
| U-Bahn-Kreuzung mit Eisenbahn geradeaus oben |                                                      | Bahnstrecke Arad–Alba Iulia                      | Bahnstrecke Arad–Alba Iulia                      |
| Strecke von links (außer Betrieb) |                                                      | Ghioroc (ehemals Ghioroc Piață)                  | Ghioroc (ehemals Ghioroc Piață)                  |
| Haltepunkt / Haltestelle (Strecke außer Betrieb) · Strecke (außer Betrieb) |                                                      | Miniș                                            | Miniș                                            |
| Haltepunkt / Haltestelle (Strecke außer Betrieb) · Strecke (außer Betrieb) |                                                      | Păuliș                                           | Păuliș                                           |
| Haltepunkt / Haltestelle (Strecke außer Betrieb) · Strecke (außer Betrieb) |                                                      | Barațca                                          | Barațca                                          |
| Haltepunkt / Haltestelle (Strecke außer Betrieb) · Strecke (außer Betrieb) |                                                      | Cladova                                          | Cladova                                          |
| Kopfbahnhof Streckenende (Strecke außer Betrieb) · Strecke (außer Betrieb) |                                                      | Radna Gară                                       | Radna Gară                                       |
| Haltepunkt / Haltestelle (Strecke außer Betrieb) |                                                      | Cuvin                                            | Cuvin                                            |
| Haltepunkt / Haltestelle (Strecke außer Betrieb) |                                                      | Covăsinț                                         | Covăsinț                                         |
| Haltepunkt / Haltestelle (Strecke außer Betrieb) |                                                      | Poala Muntelui                                   | Poala Muntelui                                   |
| Bahnhof (Strecke außer Betrieb) |                                                      | Șiria                                            | Șiria                                            |
| Haltepunkt / Haltestelle (Strecke außer Betrieb) |                                                      | Galșa                                            | Galșa                                            |
| Haltepunkt / Haltestelle (Strecke außer Betrieb) |                                                      | Mâsca                                            | Mâsca                                            |
| Bahnhof (Strecke außer Betrieb) |                                                      | Pâncota (früher Pâncota Gară)                    | Pâncota (früher Pâncota Gară)                    |
| Kopfbahnhof Streckenende (Strecke außer Betrieb) |                                                      | Pâncota Oraș (früher Pâncota Comună)             | Pâncota Oraș (früher Pâncota Comună)             |

Die Lokalbahn Arad–Podgoria war eine Lokalbahn im rumänischen Banat. Es bestand ein Netz aus drei meterspurigen Strecken, diese führten vom Betriebsmittelpunkt Ghioroc in der Weinbauregion Podgoria aus sternförmig nach Arad im Westen (22,150 Kilometer), Pâncota im Norden (22,350 Kilometer) und Radna im Südosten (13,086 Kilometer). Sie war die erste und bis 1965 einzige elektrisch betriebene Eisenbahn auf dem Gebiet des heutigen Rumänien und gleichzeitig die einzige elektrisch betriebene Schmalspurbahn des Landes.
Gegenwärtig ist nur noch der Abschnitt Arad–Ghioroc in Betrieb. Er ist als Überlandstraßenbahn in das Arader Straßenbahnnetz integriert und wird von der Verkehrsgesellschaft Compania de Transport Public Arad, kurz C.T.P. Arad, betrieben. Heute verkehren auf ihr die Linien 9, 10, 11, 12 und 14. Seit Einstellung der Straßenbahn Hermannstadt ist sie ferner die letzte Überlandstraßenbahn Rumäniens.

## Geschichte

Der Arader Endbahnhof der Lokalbahn vor der Elektrifizierung von 1911

Die Lokalbahn wurde am 11. November 1906, damals gehörte das Banat noch zum Königreich Ungarn, von der Aktiengesellschaft Arad–Hegyaljai Motorosított Vasút Részvénytársaság, abgekürzt AHMV Rt., deutsch „Motoreisenbahn der Arader Weinstraße AG“, eröffnet. In Arad hatte sie einen eigenständigen Bahnhof auf dem heutigen Piața Podgoria, etwa 700 Meter südlich des Staatsbahnhofs der Magyar Államvasutak. Zwar war sie über weite Strecken parallel zur Bahnstrecke Arad–Alba Iulia trassiert, führte aber im Gegensatz zu dieser direkt durch die Ortschaften und erschloss diese somit deutlich besser. Gleiches galt für Șiria, Mâsca und Pâncota an der Bahnstrecke nach Brad. Eine wichtige Rolle spielte die Lokalbahn außerdem bezüglich der Bedienung des Wallfahrtsorts Maria Radna.
Schon 1911 begann man die drei Strecken mit 1500 Volt Gleichstrom zu elektrifizieren, am 10. April 1913 war die Modernisierung vollendet. Nachdem das Banat 1920 infolge des Vertrags von Trianon an Rumänien fiel, firmierte die Gesellschaft fortan unter der Bezeichnung Calea Ferată Arad–Podgoria, abgekürzt C.F.A.P., deutsch „Eisenbahn Arad–Podgoria“.
Nach dem Zweiten Weltkrieg integrierte man die Bahn 1948 in die staatliche rumänische Eisenbahngesellschaft Căile Ferate Române, kurz C.F.R. Weil diese die Fahrzeuge gemäß ihren Gepflogenheiten von grau auf grün umlackierte, erhielt sie in späteren Jahren den Spitznamen săgeata verde, rumänisch für Grüner Pfeil. Im Gegensatz dazu blieb die Bahn tariflich weiterhin eigenständig, eine durchgehende Abfertigung beziehungsweise gegenseitige Anerkennung von Fahrscheinen gab es nie. 1959 wurde der Güterverkehr aufgegeben.

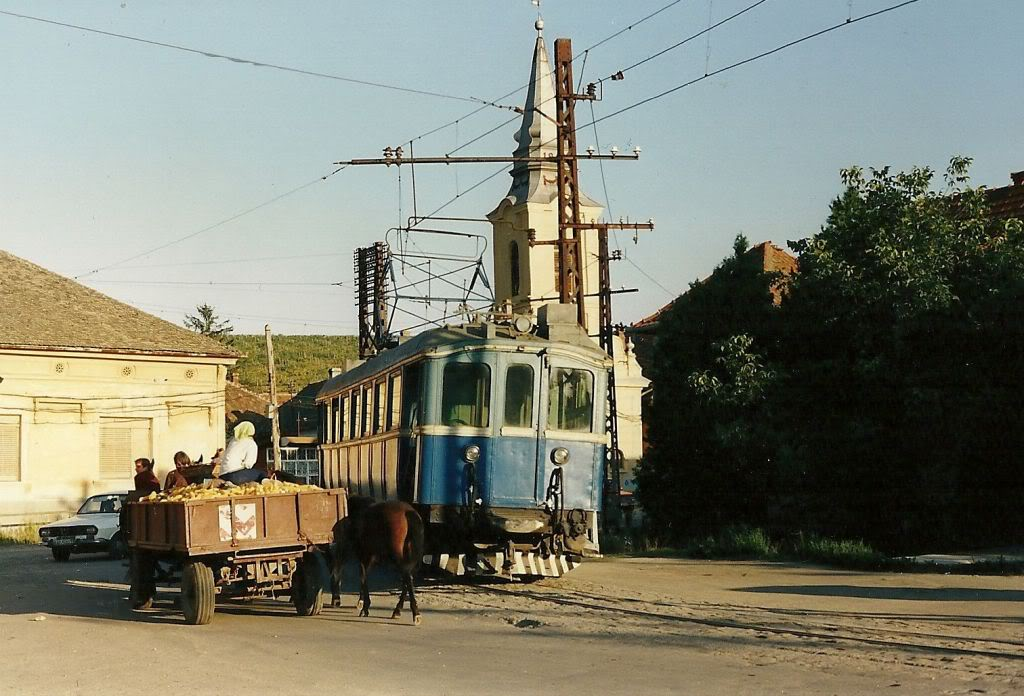
Die Lokalbahn in Ghioroc (1995)

Die Errichtung des Chemiekombinats ARCHIM bei der Ortschaft Glogovăț – die heute Vladimirescu heißt – führte in den 1970er Jahren schließlich zu steigenden Fahrgastzahlen, die mit der veralteten Infrastruktur der Lokalbahn nicht mehr bewältigt werden konnten. Infolgedessen wandelte man 1978 die Strecke bis auf Höhe des Industriebetriebs in eine zweigleisig ausgebaute Straßenbahnstrecke um. Ein in nördliche Richtung abzweigender, circa 1,2 Kilometer langer und ebenfalls zweigeleisiger Seitenast erschließt den Werkseingang außerdem seit 1978 direkt. Die Fahrgäste mussten fortan einige Jahre lang am Chemiekombinat zwischen den Staatsbahnzügen und der Straßenbahn umsteigen, wo der Lokalbahn ein dreigleisiger Bahnhof zum Umsetzen und den Straßenbahnzügen eine Wendeschleife zur Verfügung stand.
Seit 1982 wird auch das bis heute bestehende Teilstück nach Ghioroc von Straßenbahnen bedient, diese Strecke blieb jedoch eingleisig mit drei Ausweichen in Mândruloc, Cicir und Sâmbăteni. Zum 1. Januar 1983 fand außerdem eine Umwidmung statt. Die Betriebsführung aller drei Streckenteile ging damals auf die Intreprinderea Judeteanã de Transport Local Arad (I.J.T.L. Arad) über, dem früheren Verkehrsunternehmen des Kreises Arad. Aus diesem ging schließlich nach der Rumänischen Revolution von 1989 die heutige C.T.P. Arad hervor.
Die ländlich geprägten Außenstrecken nach Pâncota und Radna sollten ursprünglich ebenfalls adaptiert werden. Wirtschaftliche Gründe führten jedoch am 1. Oktober 1991 zur Umstellung auf Omnibusbetrieb. Bis heute in Betrieb ist das Gleisdreieck in der Ortsmitte von Ghioroc, es dient den aus Arad kommenden Zügen zum Wenden. Am Ortseingang existiert außerdem noch das ehemalige vierständige Depot der Bahn. Es dient der Abstellung historischer Fahrzeuge der Straßenbahn Arad und der Überlandbahn und beherbergt außerdem ein kleines Museum. Die zweiständige Wagenhalle in Radna dient als Busgarage, die ebenfalls zweiständige Halle in Pâncota ist verwaist.

## Fahrzeuge

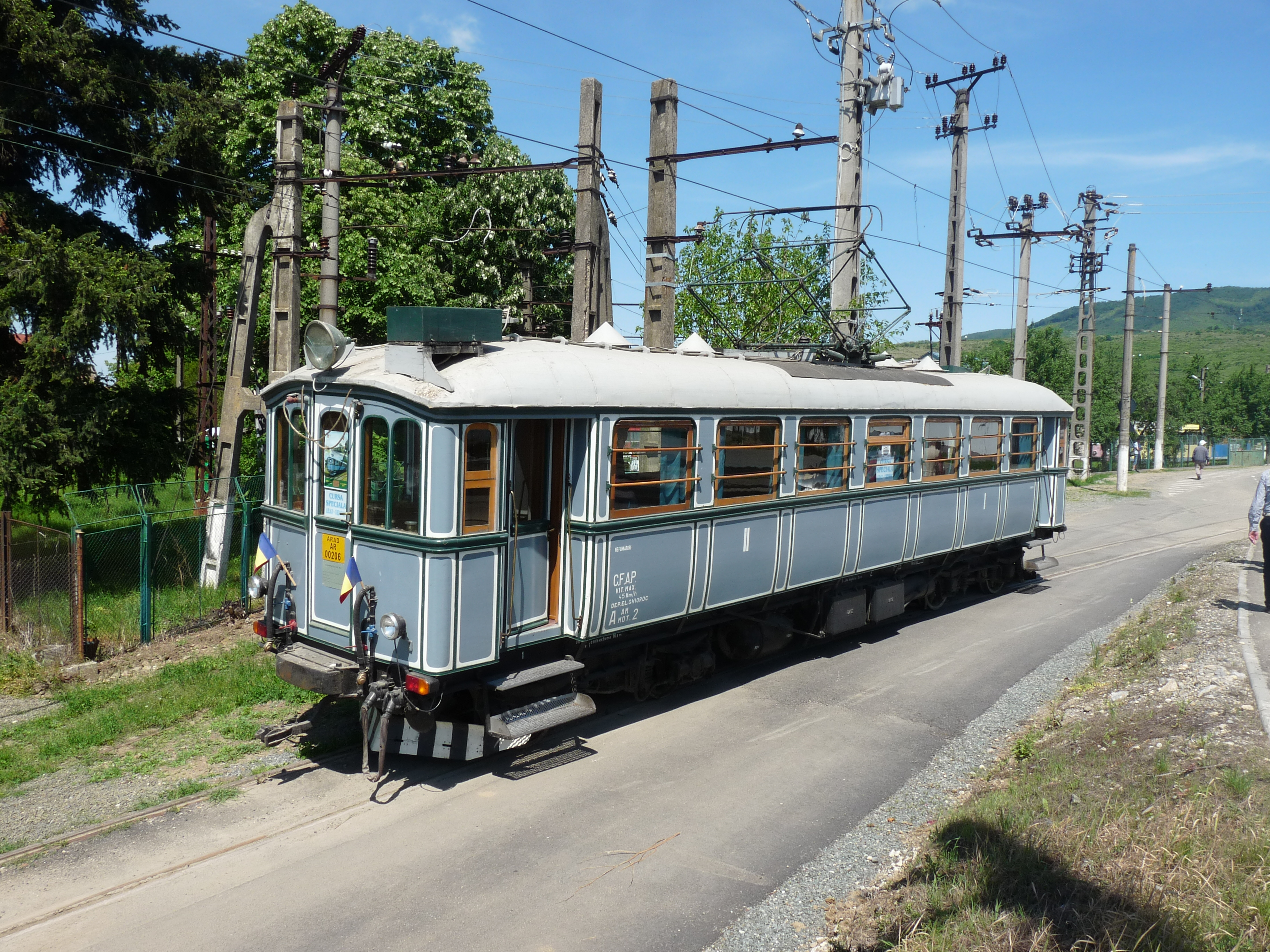
Erhaltener Triebwagen 2 aus der Zeit der Elektrifizierung, 2017

Anfangs wurden die Strecken von elf zweiachsigen benzinelektrischen Triebwagen Bauart Weitzer-De Dion-Bouton der ortsansässigen Waggonbaufirma Weitzer János Rt. bedient. Diesen wurden vierachsige Beiwagen mit offenen Plattformen angehängt, die ebenfalls von Weitzer stammten. Für die Güterzüge standen ab 1907 zusätzlich zwei Dampflokomotiven zur Verfügung.

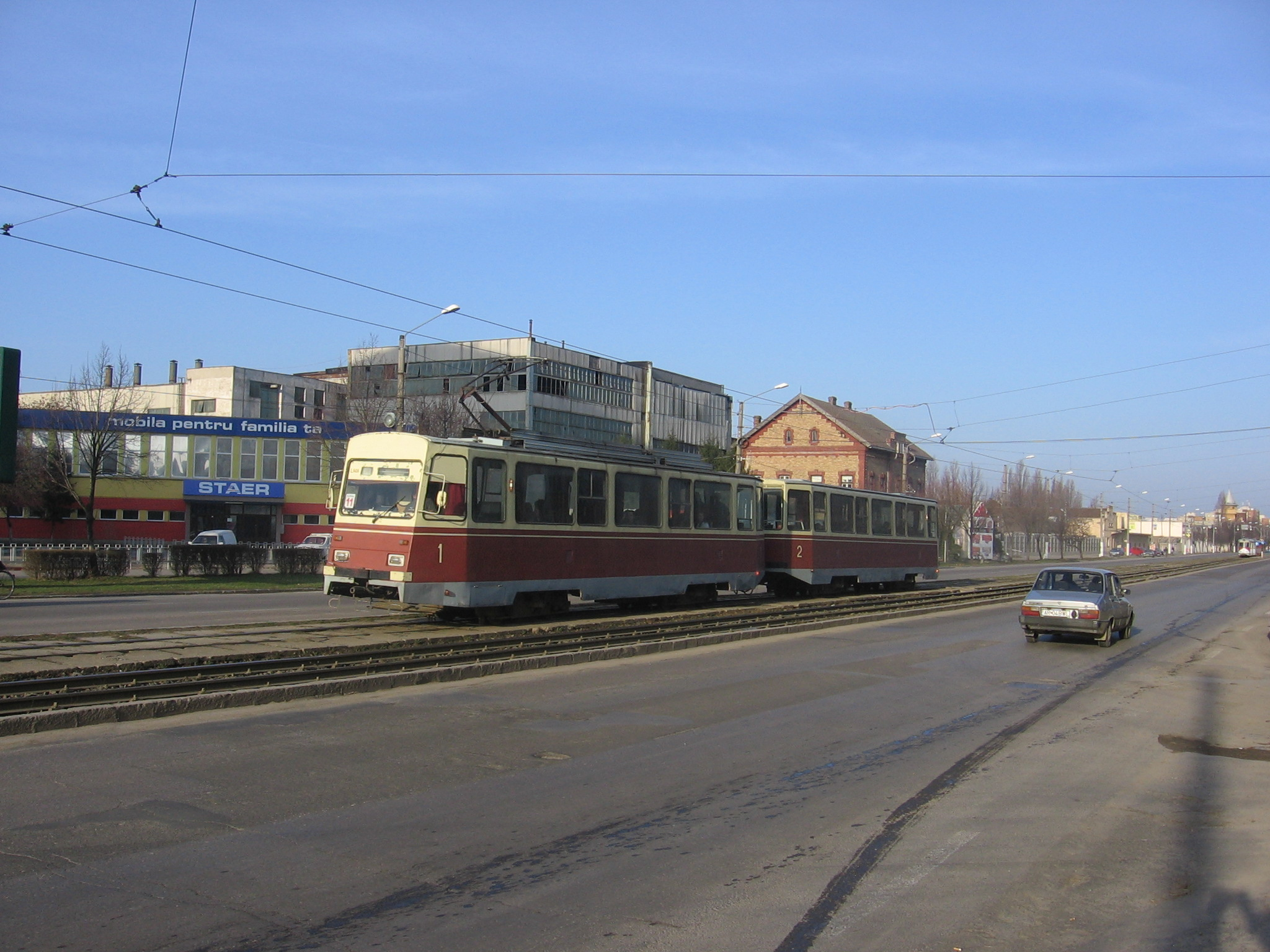
Einer der beiden Timiș 2-Überlandzüge

Zur Elektrifizierung beschaffte die AHMV bei Ganz in Budapest 15 vierachsige und zweiklassige elektrische Triebwagen. Sie trugen die Nummern 1 bis 15 (später C.F.R. 79.0001 bis 79.0015), ihre Höchstgeschwindigkeit betrug 45 km/h. Ihnen wurden die vorhandenen Anhänger mitgegeben. Die Benzintriebwagen wurden 1913 zu antriebslosen Personenwagen mit Gepäckabteil umgebaut. Diese Garnituren bewältigten bis zur Umstellung auf Straßenbahnbetrieb (beziehungsweise der Einstellung) den Gesamtverkehr. Einige blieben museal erhalten, Triebwagen 2 erhielt wieder die originale Farbgebung.
Nach der Umstellung auf Straßenbahnbetrieb verkehrten Timiș 2- und Tatra-T4R-Züge. Zwei Timiș 2-Garnituren wurden in den 1990er Jahren speziell für den Betrieb nach Ghioroc adaptiert. Sie erhielten eine komfortablere Innenausstattung mit Polstersitzen und Gepäcknetzen. Außerdem erhöhte man den Sitzplatzanteil, indem eine 2+1-Bestuhlung eingebaut und der mittlere Einstieg entfernt wurde. Heute kommen hier gebrauchte Straßenbahnen aus Deutschland zum Einsatz, darunter von der Rhein-Haardtbahn GmbH übernommene Fahrzeuge.